# خالد السويسي

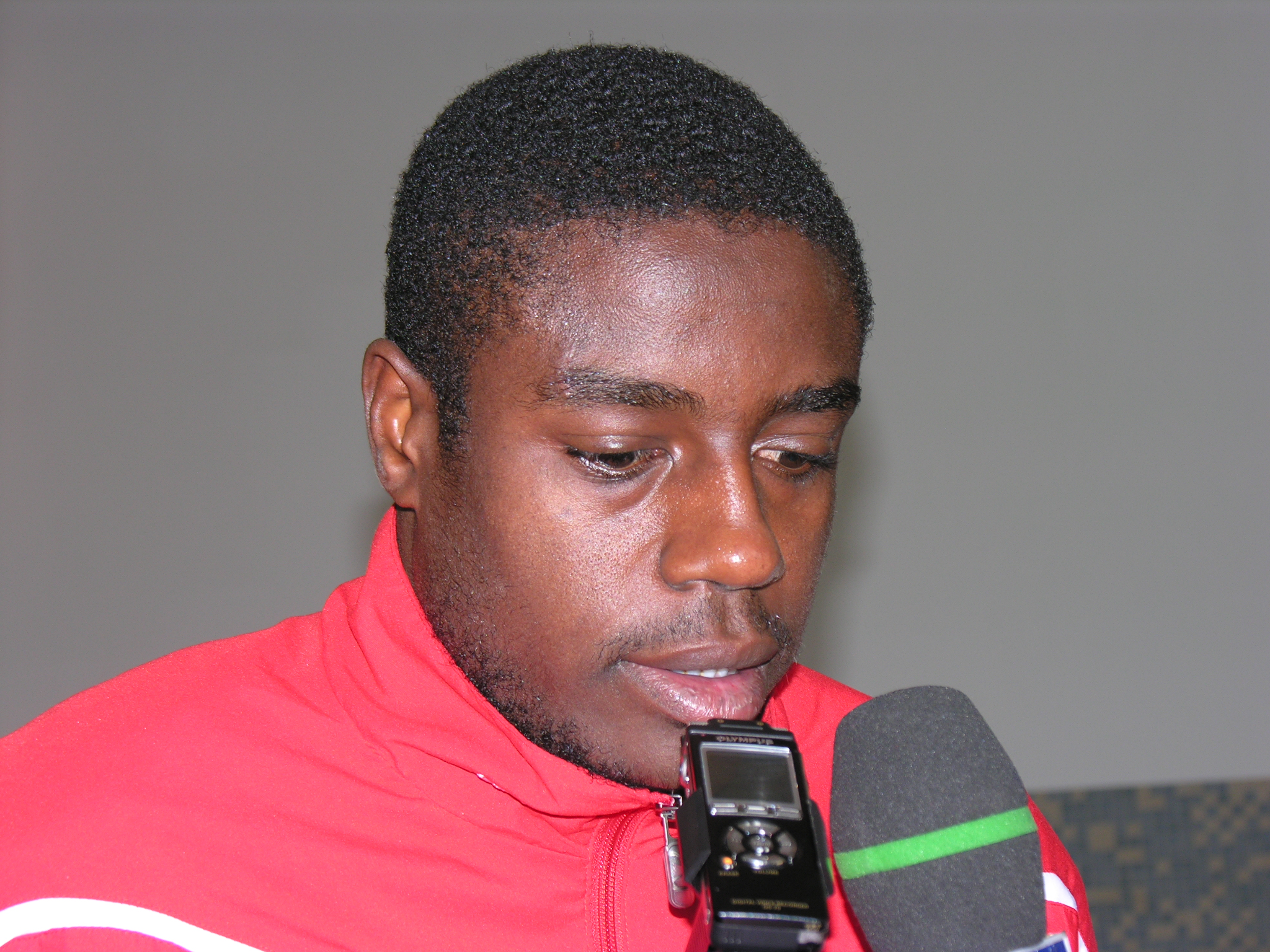
خالد السويسي

خالد السويسي، ولد يوم 20 ماي 1985 بجربة، لاعب كرة قدم يشغل خطة مدافع محوري بالنادي الإفريقي. طوله 1،80 م ويزن 76 كغ.

## معلومات خاصة
هو مدافع محوري من أفضل ما يكون في البطولة التونسية حاليا. ولد بجربة في 20 ماي من سنة 1985 وقد كانت بداياته مع جمعية جربة أين أثار إعجاب مسؤولي فريق العاصمة النادي الإفريقي منذ صغر سنه حيث تم انتدابه سنة 2005. كانت بداياته مع هذا الفريق الكبير كلاعب ظهير أيمن نظرا لتوفر لاعبين يشغلون المحور يفوقونه خبرة وتجربة كمحمد علي الغرزول وبيار نجانكا. وجد هذا اللاعب اهتمام المدرب عبد الحق بن شيخة ليعيده إلى مكانه الأصلي في محور الدفاع ليصبح بذلك قائد دفاعات النادي الإفريقي وقد شكل ثنائيات مع محمد الباشطبجي وعبد المنعم الدربالي وسليم باشا وعبد القادر خشاش في محور الدفاع. كانت بداياته مع المنتخب التونسي في سنة 2008 وقد كان أيضا ظهير أيمن نتيجة عدم توفر لاعب ظهير يستحق اللعب وقد لعب في بعض المقابلات في محور الدفاع. كانت بدايته الحقيقية في النادي الإفريقي في موسم 2009-2010 وقد يمثل صخرة دفاع الفريق وتوكل إليه مهمة مراقبة أخطر المهاجمين وذلك لأنه يمتاز بهدوء الأعصاب والتركيز بالإضافة إلى مهاراته في الكرات العالية وخبرته المكتسبة. كان قائد الفريق في بعض المناسبات في غياب وسام يحيى.

## مشاركاته

### الفرق
شارك خالد السويسي مع النادي الإفريقي في بطولة الرابطة التونسية المحترفة الأولى لكرة القدم منذ موسم 2005-2006 حتى الآن وقد توج بها مرة واحدة في 2007-2008 مع المدرب عبد الحق بن شيخة وقد كان وصيفا في ثلاثَ مناسبات. أما مشاركاته مع فريقه في الكأس فقد كانت عادة فاشلة ما عدا سنة 2006 لما وصل الفريق إلى النهائي وإنهزم أمام الترجي الرياضي التونسي. مشاركات خالد السويسي في المسابقات الإفريقية لم تكن جيدة إذ كانت مشاركة 2007-2008 هي الأفضل لما وصل الفريق لدوري المجموعات في كأس الاتحاد الإفريقي بينما اكتفى في المرات الأخرى بالأدوار التمهيدية. توج خالد السويسي بكأس شمال أفريقيا للأندية البطلة في سنة 2008 وذلك في نسختها الأولى.

### المنتخبات
شارك خالد السويسي لأول مرة مع المنتخب التونسي لكرة القدم في كأس الأمم الأفريقية 2008 بغانا كما شارك في نسخة 2010 بأنغولا وفي تصفيات كأس العالم 2010 لكنه لم يتمكن من الإرقاء بمستواه كمستواه محليا

## مسيرته

### الفرق
- 2001-2005 : جمعية جربة
- منذ 2005 : النادي الإفريقي

### المنتخب
تمت دعوة خالد السويسي لأول مرة للمنتخب التونسي في 6 جانفي 2008 في المقابلة ضد زمبيا

## إنجازات
- الرابطة التونسية المحترفة الأولى لكرة القدم :
  - بطل : بطولة تونس 2007-2008
- كأس تونس لكرة القدم :
  - وصيف : كأس تونس : 2006
- كأس شمال أفريقيا للأندية البطلة :
  - بطل : 2009

خالد السويسي يعتزل كرة القدم:
خالد السويسي يقرر الاعتزال بعد خروجه من حسابات الإفريقي
```
حصل الاتفاق الرسمي بين المدافع خالد السويسي وفريقه النادي الإفريقي على فك الارتباط بين الطرفين وفسخ العقد بالتراضي.ويأتي هذا القرار بعد أن قدم اللاعب موسما سيئا للغاية بسبب تراجع مستواه، مما أدى إلى اتخاذ القائمين على الفريق قرارا بفسخ عقده.
```

ولئن تقبل السويسي القرار بصدر رحب إلا أن هذا الأمر قد يدفعه إلى اعتزال اللعب نهائيا رغم صغر سنه, حيث أنه يرفض اللعب مع أي فريق في تونس بخلاف الإفريقي، وبحسب تصريحات بعض المقربين من اللاعب، فإن عددا من أصدقائه يسعون إلى اقناعه بالعدول عن فكرة الاعتزال والبحث عن تجربة جديدة، فهل يصر السويسي على موقفه، أم يحقق انطلاقة جديدة في مسيرته الرياضية؟

## روابط خارجية
- خالد السويسي على موقع قاعدة بيانات كرة القدم.إي يو (الإنجليزية)
- خالد السويسي على موقع ناشيونال فوتبول تيمز (الإنجليزية)
- خالد السويسي على موقع Soccerway.com (الإنجليزية)
- خالد السويسي على موقع كووورة